# Burkart Lutz

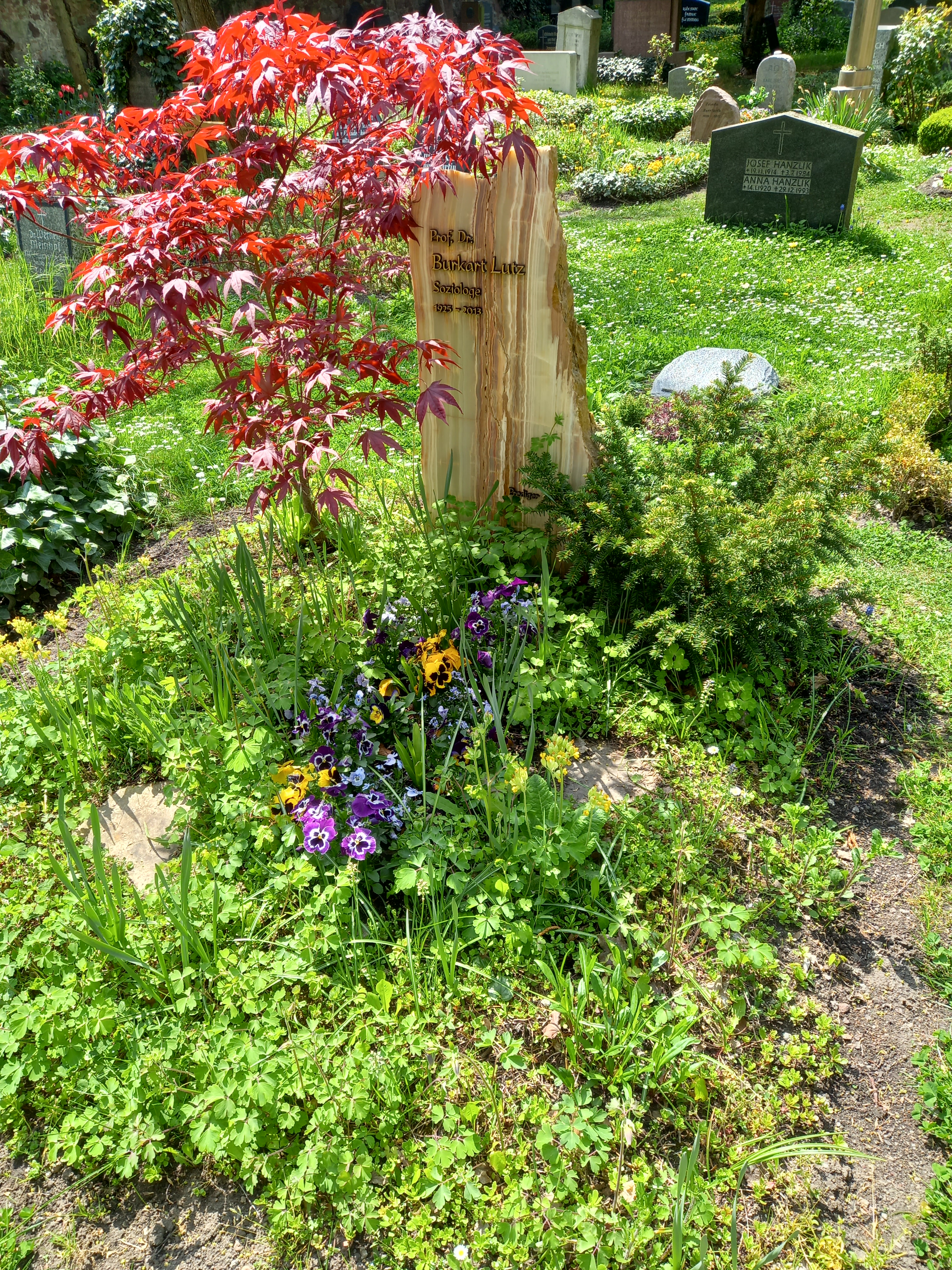
Das Grab von Burkart Lutz auf dem evangelischen Laurentiusfriedhof in Halle

Burkart Lutz (* 27. Mai 1925 in München; † 17. Mai 2013 in Halle (Saale)) war ein deutscher Soziologe mit den Arbeits- und Forschungsschwerpunkten in der Industriesoziologie.

## Leben
Im Zweiten Weltkrieg wurde Burkart Lutz zur Wehrmacht eingezogen. Ab 1947 war er, gemeinsam mit Theo Pirker, Siegfried Braun und Ernst Schumacher, einer der Hauptautoren der linkskatholischen Zeitung Ende und Anfang in Augsburg.
Er promovierte 1958 an der Albert-Ludwigs-Universität Freiburg i. Br. zum Dr. phil., arbeitete als industriesoziologischer Forscher im Wirtschaftswissenschaftlichen Institut des Deutschen Gewerkschaftsbundes, sodann von 1954 bis 1965 in München als freiberuflicher Sozialforscher.
1965 gründete er mit Norbert Altmann das Institut für Sozialwissenschaftliche Forschung (ISF München) und war bis 1990 dessen Geschäftsführender Direktor. 1967 erhielt er eine Honorarprofessur der Ludwig-Maximilians-Universität München. Er wurde 1990 Mitbegründer und Forschungsdirektor des Zentrums für Sozialforschung Halle an der Martin-Luther-Universität Halle-Wittenberg.
Lutz war langjähriger Fachgutachter der Deutschen Forschungsgemeinschaft für empirische Sozialforschung (1971–1979) und für das erste industriesoziologische Schwerpunktprogramm in den 1970er Jahren. Er war an insgesamt drei Sonderforschungsbereichen der DFG beteiligt: dem SFB 101 „Theoretische Grundlagen der Arbeitskräfte- und Berufsforschung“ (1972–1986), dem SFB 333 „Entwicklungsperspektiven von Arbeit“ (1986–1996) und dem SFB 580 „Gesellschaftliche Entwicklungen nach dem Systemumbruch“ (2001–2012). Die Deutsche Gesellschaft für Soziologie wählte ihn, als ersten Nicht-Ordinarius, von 1983 bis 1986 zu ihrem Vorsitzenden.
Laut Ludwig von Friedeburg hat sich Lutz „in einem außerordentlichen Maß [...] um die Industriesoziologie im besonderen und die Soziologie in der Bundesrepublik im allgemeinen“ verdient gemacht.
Lutz starb am 17. Mai 2013 nach kurzer schwerer Krankheit im Alter von 87 Jahren in Halle.

## Werk
Burkart Lutz’ wichtigste Arbeitsgebiete sind Technik und Arbeit, Mitbestimmung und Arbeitsmarkt, Aus- und Berufsbildung und der soziale Wandel industrieller Gesellschaften.
Im Zusammenhang mit empirischen Forschungsarbeiten zur Arbeits- und Berufssoziologie entwickelte Lutz (1983) seine These von der „Abschlussinflationierung“ zur Kennzeichnung des „Prozesses der relativen Entwertung von Bildungseinrichtungen und -gängen, deren Mechanismen zur Zugangs- und Abgangsrationierung nicht mehr ausreichend gut funktionieren, so daß nunmehr lediglich notwendige Bedingung einer privilegierten gesellschaftlichen Position ist, was bisher hinreichende Bedingung war.“ Und 1988 bilanzierte Lutz, dass die bisherige Bildungs- und Qualifikationsoffensive mit ihrer Schlüsselforderung „Lernen lernen“ auf falschen Grundlagen beruhe, weil sie eine quasi naturgesetzliche Logik industrieller Entwicklung unterstellt habe. Diese Kritik(en) eröffneten mit ihrem Plädoyer für eine zukunfts- und reproduktionsfähige deutsche Gegenwartsgesellschaft die Perspektive einer erweiterten, subjektzentrierten Qualifikationssoziologie.

## Auszeichnungen
- 1997: Schader-Preis
- 2000: Ehrendoktorwürde der Universität Halle
- 2008: Ehrung für sein Lebenswerk auf dem 34. Kongress der Deutschen Gesellschaft für Soziologie in Jena. Die Laudatio hielt Michael Schumann, der besonders auf die prognostischen Fähigkeiten des geehrten Gelehrten hinwies: So habe Lutz bereits in den 1980er Jahren ausweislich seines Buchtitels Der kurze Traum immerwährender Prosperität (von 1984) erkannt, dass die Nachkriegsprosperität des Kapitalismus eine Ausnahmesituation gewesen sei. Dies gelang durch eine erfolgreiche wohlfahrtsstaatliche Politik und die Absorbierung des traditionellen, agrarischen Sektors.[5]
- 2011: Verdienstkreuz 1. Klasse des Verdienstordens der Bundesrepublik Deutschland[6]

## Publikationen (Auswahl)
- Arbeiter, Management, Mitbestimmung. Eine industriesoziologische Untersuchung der Struktur, der Organisation und des Verhaltens der Arbeiterbelegschaften in Werken der deutschen Eisen- und Stahlindustrie, für die das Mitbestimmungsgesetz gilt. Mit Theo Pirker, Siegfried Braun und Fro Hammelrath. Ring, Düsseldorf und Stuttgart 1955
- Berufsaussichten und Berufsausbildung in der Bundesrepublik. Eine Dokumentation des Stern. Mit Leo Bauer und Jürgen von Kornatzki. Verlag Henri Nannen, Hamburg 1965 (Digitalisat)
- Der zwischenbetriebliche Arbeitsplatzwechsel. Zur Soziologie und Sozioökonomie der Berufsmobilität. (Betrieb und Gesellschaft – Eine Veröffentlichung des RKW.) Mit Friedrich Weltz. Europäische Verlagsanstalt, Frankfurt am Main 1966 (Digitalisat)
- Mathematiker und Naturwissenschaftler an Gymnasien: Bedarf im Jahre 1980. Mit Guido Kammerer. Hanser, München 1970 (Digitalisat)
- Zur Situation der Lehrlingsausbildung. Prognosen der Berufsstruktur. Methoden und Resultate. Mit Wolfgang Dietrich Winterhager. Klett, Stuttgart 1970
- Überlegungen zum Problem des „Bedarfs“ an hochqualifizierten Arbeitskräften und seiner Prognose. Mit Inge Krings und Jan Fleischer. Hochschul-Informations-System, Hannover 1970 (Digitalisat)
- Überlegungen zur sozioökonomischen Rolle akademischer Qualifikationen. Mit Inge Krings. Hochschul-Informations-System, Hannover 1971 (Digitalisat)
- Ingenieure im Produktionsprozeß. Zum Einfluß von Angebot und Bedarf auf Arbeitsteilung und Arbeitseinsatz am Beispiel des Maschinenbaus. Mit Guido Kammerer und Christoph Nuber. Athenäum, Frankfurt am Main 1973 (Digitalisat)
- Arbeitsmarktstrukturen und öffentliche Arbeitsmarktpolitik. Eine kritische Analyse von Zielen und Instrumenten. Mit Werner Sengenberger. Schwartz, Göttingen 1974 (Digitalisat)
- Rationalisierungsschutzabkommen – Wirksamkeit und Probleme. Untersuchung zur Vermeidung sozialer Härten bei technischen und wirtschaftlichen Veränderungen. Mit Fritz Böhle. Schwartz, Göttingen 1974 (Digitalisat)
- Das Ende des graduierten Ingenieurs? Eine empirische Analyse unerwarteter Nebenfolgen der Bildungsexpansion. Mit Guido Kammerer. Europäische Verlagsanstalt, Frankfurt am Main und Köln 1975 (Digitalisat)
- Krise des Lohnanreizes. Ein empirisch-historischer Beitrag zum Wandel der Formen betrieblicher Herrschaft am Beispiel der deutschen Stahlindustrie. Europäische Verlagsanstalt, Frankfurt am Main und Köln 1975 (Digitalisat)
- Betrieb – Technik – Arbeit. Elemente einer soziologischen Analytik technisch-organisatorischer Veränderungen. Mit Norbert Altmann und Günter Bechtle. Campus, Frankfurt am Main 1978 (Digitalisat)
- Flexible Fertigungssysteme und Personalwirtschaft. Erfahrungen aus Frankreich, Japan, USA und der Bundesrepublik Deutschland. Hrsg. mit Rainer Schultz-Wild. Campus, Frankfurt am Main 1982 (Digitalisat)
- Der kurze Traum immerwährender Prosperität. Eine Neuinterpretation der industriell-kapitalistischen Entwicklung im Europa des 20. Jahrhunderts. Campus, Frankfurt am Main 1984. 2. Auflage: Campus, Frankfurt am Main 1989 (Digitalisat). Französische Übersetzung: Le mirage de la croissance marchande. Essai de réinterprétation du développement du capitalisme industriel dans l’Europe du XXe siècle. Ed. de la Maison des Sciences de l’Homme, Paris 1990
- Soziologie und gesellschaftliche Entwicklung. Verhandlungen des 22. Deutschen Soziologentages in Dortmund 1984. (Hrsg.) Campus, Frankfurt am Main 1985
- Zukunftsaufgaben der Humanisierung des Arbeitslebens. Eine Studie zu sozialwissenschaftlichen Forschungsperspektiven. Mit Norbert Altmann und Klaus Düll. Campus, Frankfurt am Main 1986 (Digitalisat)
- Arbeitsmarktstruktur und betriebliche Arbeitskräftestrategie. Eine theoretisch-historische Skizze zur Entstehung betriebszentrierter Arbeitsmarktsegmentation. Campus, Frankfurt am Main 1987 (Digitalisat)
- Das Ende des Technikdeterminismus und die Folgen. Soziologische Technikforschung vor neuen Aufgaben und neuen Problemen. In: Burkart Lutz (Hrsg.): Technik und sozialer Wandel. Verhandlungen des 23. Deutschen Soziologentages in Hamburg 1986. Campus, Frankfurt am Main 1987, S. 34–52 (Digitalisat)
- Expertensysteme und industrielle Facharbeit. Ein Gutachten über denkbare qualifikatorische Auswirkungen von Expertensystemen in der fertigenden Industrie. Erstellt im Auftrag der Enquete-Kommission „Technikfolgenabschätzung und -bewertung“ des Deutschen Bundestages. Mit Manfred Moldaschl. Campus, Frankfurt am Main 1989 (Digitalisat)
- Technik in Alltag und Arbeit. Beiträge der Tagung des Verbunds Sozialwissenschaftliche Technikforschung (Hrsg.). Edition Sigma, Berlin 1989 (Digitalisat)
- Arbeit, Arbeitsmarkt und Betriebe. Berichte zum sozialen und politischen Wandel in Ostdeutschland, Band 1. Hrsg. mit Hildegard M. Nickel, Rudi Schmidt und Arndt Sorge. Leske & Budrich, Opladen 1996 (Digitalisat)
- Industrie vor dem Quantensprung. Eine Zukunft für die Produktion in Deutschland. Mit Lore Schultz-Wild. Springer, Berlin 1997 (Digitalisat)
- Strategiefähigkeit und Zukunftssicherung der deutschen Industrie (Hrsg.). Springer VDI, Düsseldorf 1997 (Digitalisat)
- Industrielle Fachkräfte für das 21. Jahrhundert. Aufgaben und Perspektiven für die Produktion von morgen. Hrsg. mit Pamela Meil und Bettina Wiener. Campus, Frankfurt am Main 2000 (Digitalisat)
- Entwicklungsperspektiven von Arbeit. Ergebnisse aus dem Sonderforschungsbereich 333 der Universität München (Hrsg.). Akademie-Verlag, Berlin 2001
- Neue Aufgaben an der Schnittstelle von Ingenieur- und Sozialwissenschaften. Dokumentation eines Dialogs. Red. mit Heike Meier und Bettina Wiener. ZSH, Halle 2002 (Digitalisat)
- Personalmanagement und Innovationsfähigkeit in kleinen und mittelständischen Unternehmen. Ladenburger Diskurs. Red. mit Bettina Wiener. ZSH, Halle 2005 (Digitalisat)
- Zukunftsperspektiven der Berufsausbildung in den neuen Ländern und die Rolle der Bildungsträger. Mit Holle Grünert und Ingo Wiekert. ZSH, Halle 2006 (Digitalisat)

## Übersetzungen
Aus dem Französischen:
- Georges Friedmann: Der Mensch in der mechanisierten Produktion. Bund, Köln 1952
- Jean Fourastié: Die große Hoffnung des 20. Jahrhunderts. Bund, Köln 1954
- Georges Friedmann: Grenzen der Arbeitsteilung. Europäische Verlagsanstalt, Frankfurt am Main 1959